# Grolanda socken

Grolanda socken i förhållande till Frökinds härad.

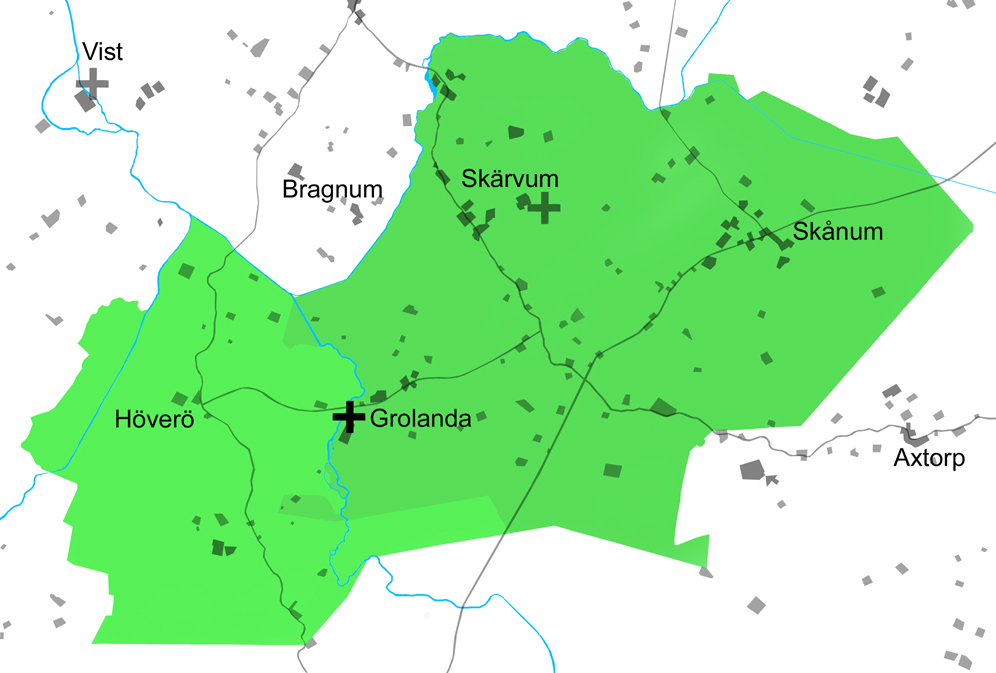
Karta över Grolanda socken. Den mörkare gröna delen hörde till Frökinds härad och den ljusare till Vilske härad.

Grolanda socken i Västergötland ingick i Vilske härad, före 1896 även en del i Frökinds härad, ingår sedan 1974 i Falköpings kommun och motsvarar från 2016 Grolanda distrikt.
Socknens areal är 36,7 kvadratkilometer varav 36,44 land. År 2000 fanns här 243 invånare.  Godset Höverö samt sockenkyrkan Grolanda kyrka ligger i socknen.

## Administrativ historik
Socknen har medeltida ursprung. 1757 införlivades Skärvums socken. Grolanda kyrksocken var före 1896 delad i en större del öster om Lidan vilken utgjorde Grolanda jordebokssocken och kommun, tillhörig Frökinds härad, samt en mindre del väster om Lidan (Rya rote) som ingick i Jäla jordebokssocken och kommun, tillhörig Vilske härad. Efter gränskorrigering överfördes Rya rote till Grolanda jordebokssocken och kommun, samtidigt som hela Grolanda överfördes till Vilske härad. 
Vid kommunreformen 1862 övergick socknens ansvar för de kyrkliga frågorna till Grolanda församling och för de borgerliga frågorna bildades Grolanda landskommun. Landskommunen uppgick 1952 i Vilske landskommun som 1974 uppgick i Falköpings kommun. Församlingen uppgick 2002 i Grolanda-Jäla församling som 2010 uppgick i Floby församling.
1 januari 2016 inrättades distriktet Grolanda, med samma omfattning som församlingen hade 1999/2000.  
Socknen har tillhört län, fögderier, tingslag och domsagor enligt vad som beskrivs i artikeln Vilske härad. De indelta soldaterna tillhörde Skaraborgs regemente, Vilska kompani.

## Geografi
Grolanda socken ligger väster om Falköping kring Lidan. Socknen är en slättbygd med odlingsmark och skog.
Socknen gränsar till socknarna Floby, Göteve och Jäla i Vilske härad, Eriksberg, Hällestads socken och Mjäldrunga socken i Gäsene härad, samt Kinneved i Frökinds härad.

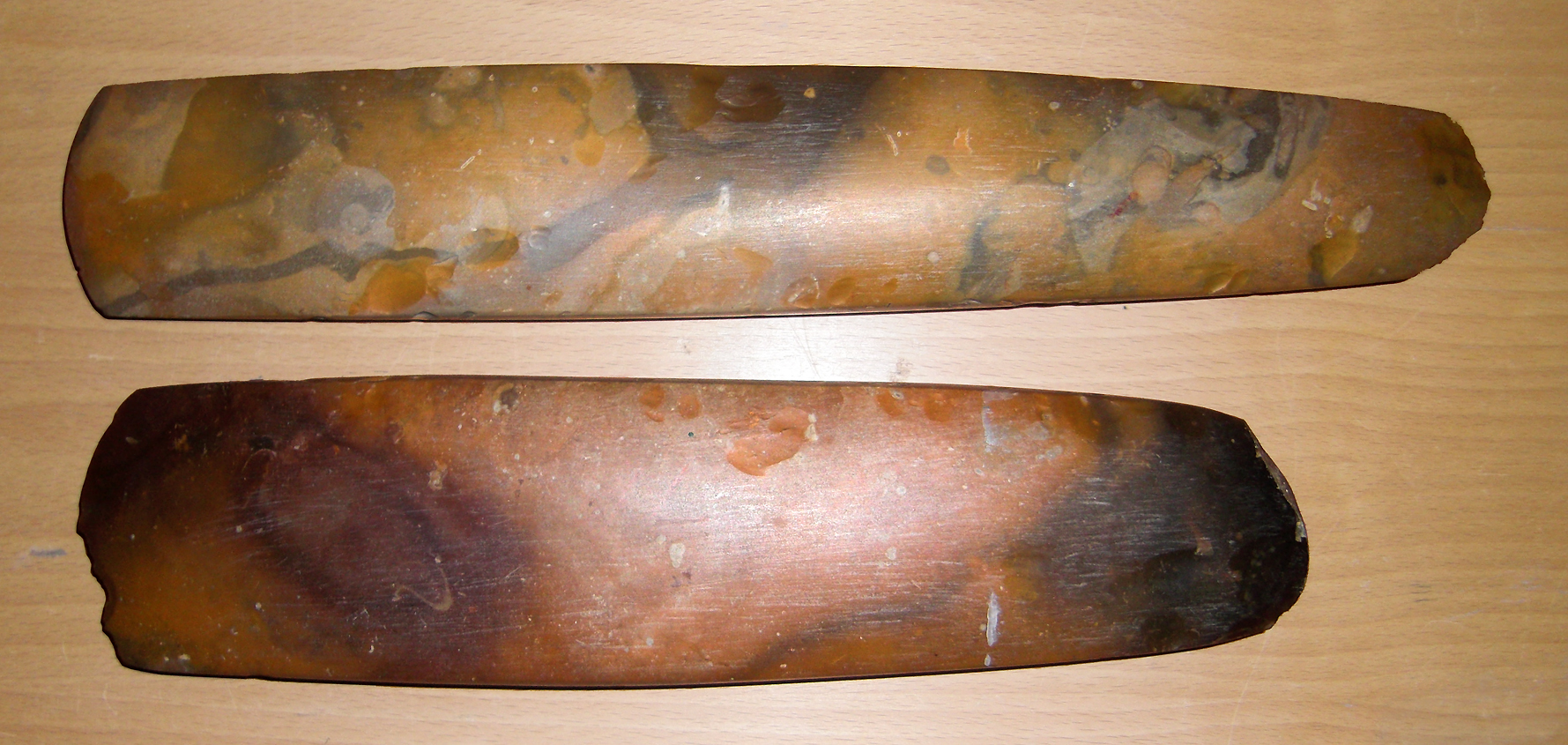
Två tunnackiga yxor från bondestenåldern funna i Kyrkebol och Simonstorp

## Fornlämningar
Lösfynd från stenåldern har påträffats. Från järnåldern finns gravfält, stensättningar, domarringar och resta stenar. En runsten finns vid Skånum.

## Namnet
Namnet skrevs 1397 Grolande och kommer från en bebyggelse vid kyrkan. Namnet innehåller troligen groland, 'äng med rik gräsväxt'.

## Personer från bygden
- Önd från Grolanda (tidig medeltid), lagman i Västergötland.
- Hugo Sandén (1861–1919) riksdagsman född i Grolanda.
- Werner Wångström (1873-1963) hovfotograf i Örnsköldsvik under tre kungar (Oscar II, Gustaf V, Gustaf VI)